# (9738) 1987 DF6
A (9738) 1987 DF6 a Naprendszer kisbolygóövében található aszteroida. Henri Debehogne fedezte fel 1987. február 23-án.